# Ramban-Synagoge

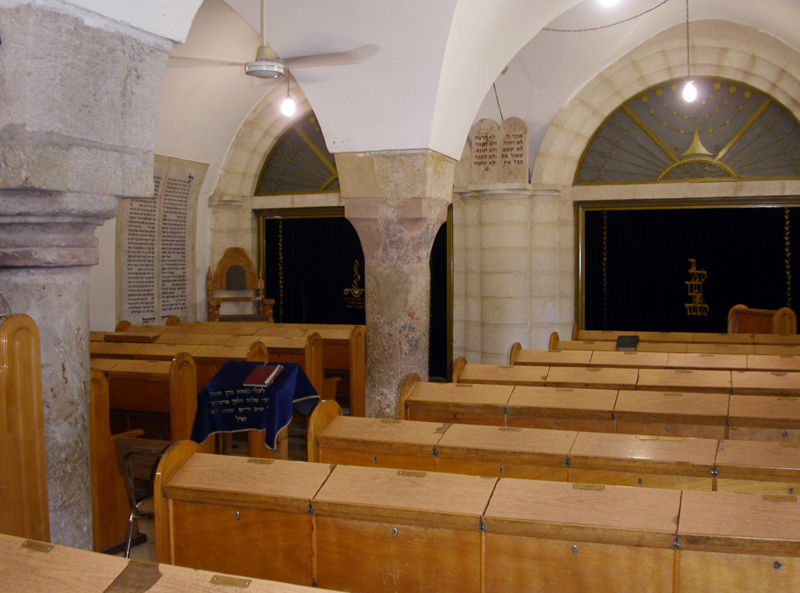
Innenansicht

Die älteste noch genutzte Synagoge Jerusalems ist die Ramban-Synagoge (hebräisch בֵּית כְּנֶסֶת הַרַמְבָּ"ן Bejt Knesset ha-RaMBa"N, deutsch ‚Nachmanides-Synagoge‘), deren Entstehung bis auf RaMBaN (Nachmanides) zurückverfolgt werden kann. Als er 1267 nach Jerusalem kam, habe er dort nur zwei Juden vorgefunden und begonnen, eine jüdische Gemeinde aufzubauen.
Anfangs errichtete er eine Synagoge in einem zerstörten Gebäude auf dem Zion, später zog man jedoch ins Jüdische Viertel an den Ort um, an dem die Synagoge noch heute steht (Ecke Rechov ha-Jehudim und Platz des Jüdischen Viertels in der Jerusalemer Altstadt).
1523 wurde die Synagoge wiedererbaut, 1586 vom osmanischen Gouverneur geschlossen, nach 1948 von den Jordaniern zerstört und noch 1967, im Jahr des Sechstagekriegs wieder aufgebaut, zum 700. Jubiläum ihrer Gründung.